# Place-Saint-Henri (metrostation)
Place-Saint-Henri is een metrostation in het stadsdeel Le Sud-Ouest van de Canadese stad Montréal. Het station werd geopend op 28 april 1980 en wordt bediend door de oranje lijn van de metro van Montréal.